# Meso-Amerikaans balspel

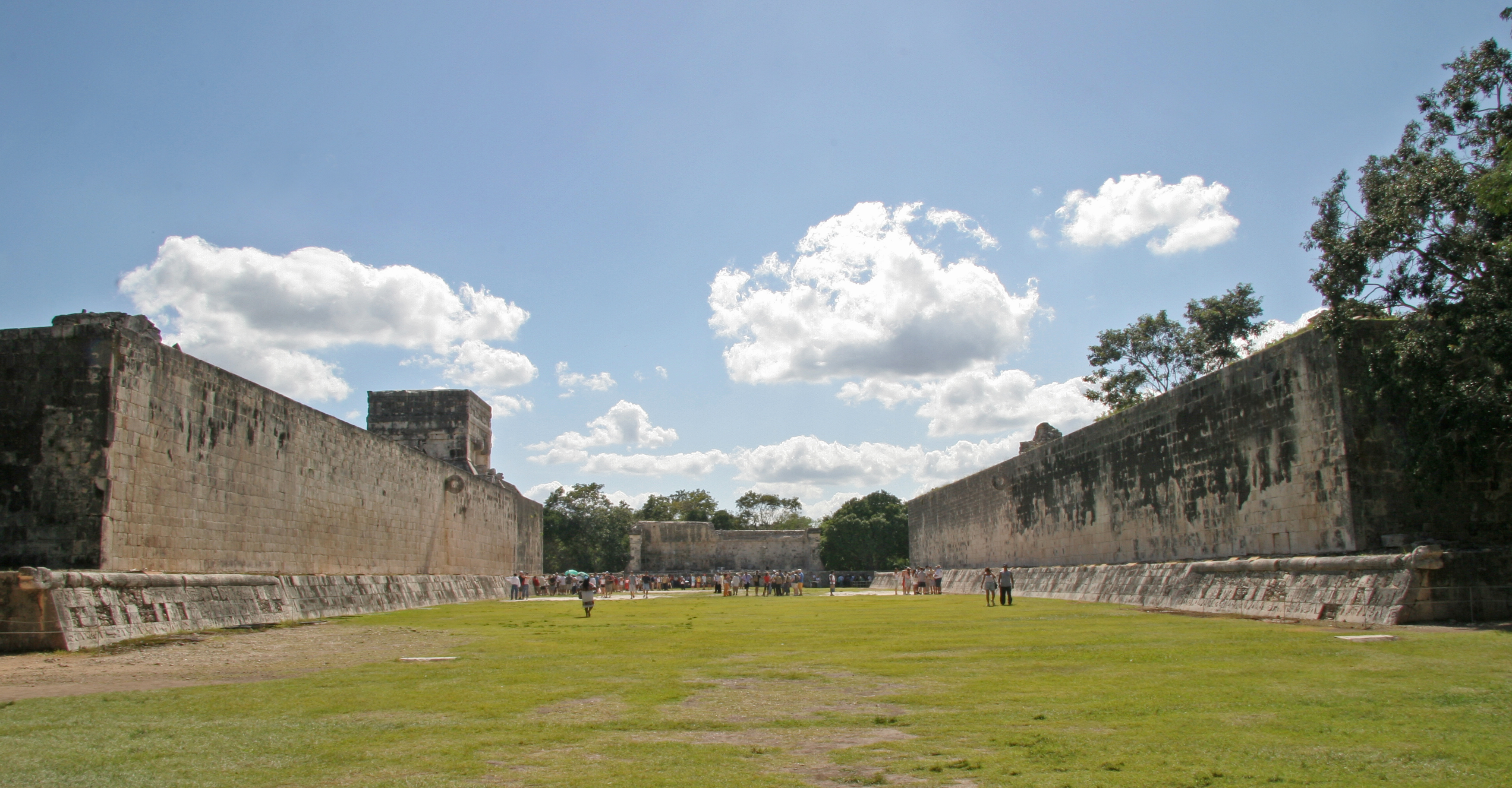
het balspeelveld van Chichén Itzá

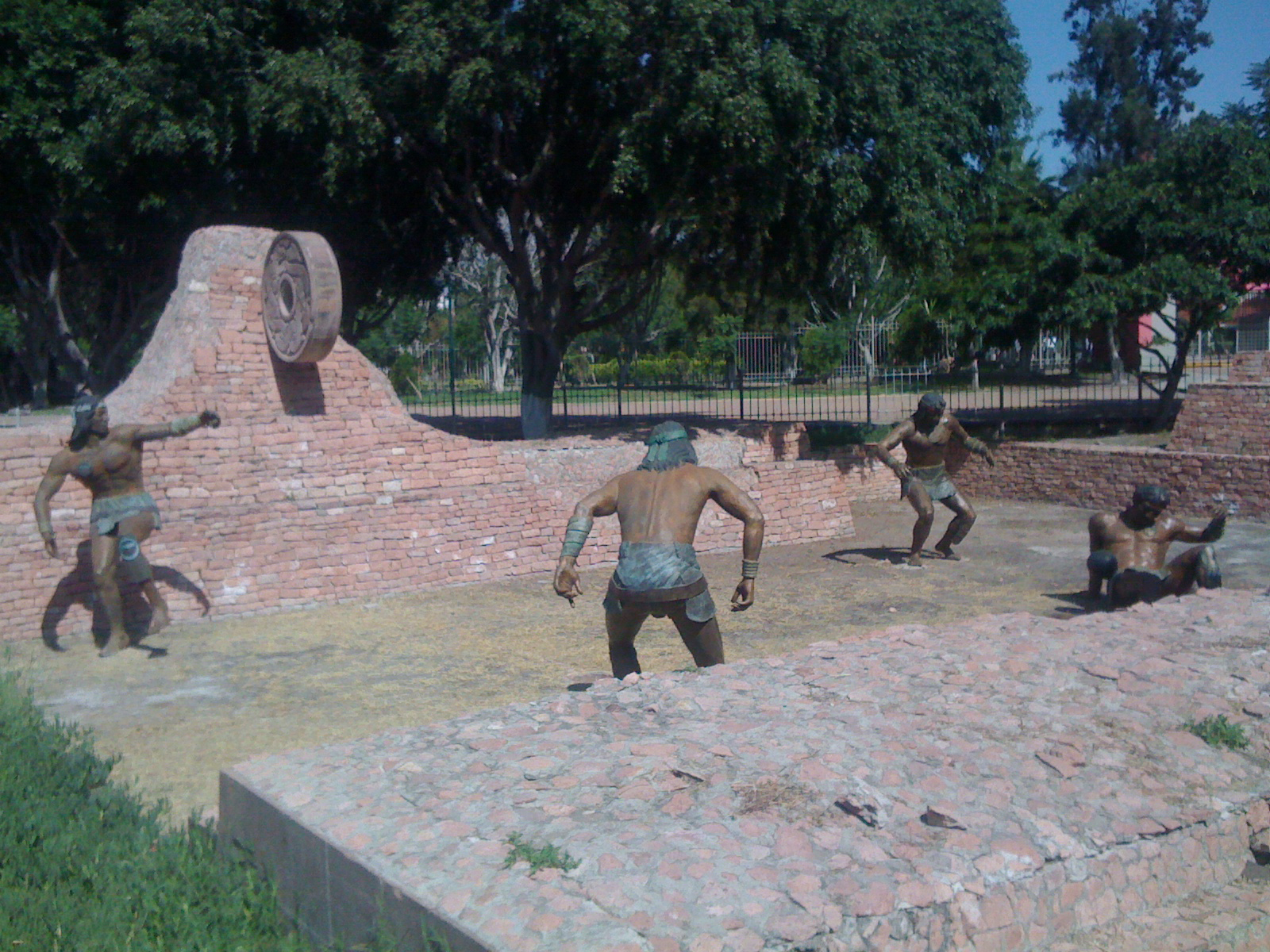
Meso-Amerikaans balspel

Het Meso-Amerikaans balspel was een balspel dat door vrijwel alle culturen in Meso-Amerika gespeeld werd. Het stond bekend als tlachtli of tlaxtli bij de Azteken, poctatoc of pokatok bij de Yucateekse Maya en Ulama in Sinaloa, waar het vandaag de dag nog steeds gespeeld wordt. Tegenwoordig wordt voor hetzelfde spel ook de Spaanse naam pelote gebruikt.
Over de spelregels van het voor-Spaanse balspel is weinig met zekerheid bekend. Het was een heilige sport die werd gespeeld met een grote bal van rubber, die ongeveer vijf kilo woog. De spelers mochten de bal niet met hun armen of benen aanraken, alleen met hun heupen en het bovenlijf. Helemaal zonder gevaar was het niet: men brak regelmatig ledematen bij deze sport. Meestal werd het gespeeld in teams, soms een tegen een. Het spel werd gespeeld op een groot veld dat begrensd werd door muren in de vorm van een I. De doelen waren stenen ringen die tegen de muren bevestigd waren. Elke zichzelf respecterende Meso-Amerikaanse stad had een balspelplaats. De grootste, met een oppervlakte van 166 bij 68 meter, was die van Chichén Itzá.
Het spel had allereerst een machtspolitieke functie, maar bezat ook een belangrijke religieuze component. Zo speelde de Tolteekse koning Huemac tegen de regengoden, met de maisoogst als inzet. Vaak beelden de verschillende teams tegen elkaar strijdende goden, of ook jachtdieren, uit. De verliezers konden worden geofferd (anderen beweren dat juist de winnaar van het spel werd geofferd, dit was namelijk een grote eer). Op de bal kan het lichaam van een geboeide krijgsgevangene staan afgebeeld (Yaxchilán). Soortgelijke krijgssymboliek is te vinden in de Popol Vuh, de belangrijkste, vroeg-koloniale bron voor de Mayaanse mythologie. Het plaatst de strijd van de heldentweeling Hunahpu en Ixbalanque en de Heren van Xibalba in de context van het balspel, waarbij ten slotte het gesnelde hoofd van Hunahpu als bal moet dienen. Daarvóór had de vader van de tweeling al gespeeld en niet alleen het spel, maar ook zijn hoofd verloren.